# Nowaja Ladoga
Nowaja Ladoga (russisch Новая Ладога, übersetzt Neu-Ladoga, finnisch Uusi-Laatokka) ist eine Kleinstadt mit 7147 Einwohnern (Stand 1. Januar 2024) in der russischen Oblast Leningrad.

## Geografie
Nowaja Ladoga liegt an der Mündung des Flusses Wolchow in den Ladogasee und am Ladogakanal, etwa 140 km östlich von Sankt Petersburg entfernt. Die nächstgelegenen Städte sind die jeweils rund 20 km entfernten Sjasstroi und Wolchow. Unmittelbar südlich der Stadt liegt die Siedlung Staraja Ladoga (übersetzt Alt-Ladoga).

## Geschichte
An der Stelle von Nowaja Ladoga stand seit dem 15. Jahrhundert ein russisch-orthodoxes Männerkloster. 1702, während des Großen Nordischen Krieges, ließ Zar Peter der Große das Kloster zu einer Festung ausbauen. Zugleich begann in deren Nähe die Errichtung einer Schiffswerft. 1704, nachdem diese fertiggestellt wurde, erhielt Nowaja Ladoga Stadtrechte. Außerdem ließ Peter einen Großteil der Bewohner von Staraja Ladoga hierher umsiedeln. Richard Brawn baute auf der Werft die ersten Linienschiffe der Baltischen Flotte. Wenige Jahre später begann hier der Bau des Ladogakanals. Dieser sowie die neue Werft prägten die Stadt und ihre Wirtschaft im 18. und frühen 19. Jahrhundert.
In den 1860er-Jahren entstand parallel zum alten Ladogakanal ein neuer Kanal entlang des Ufers des Ladogasees. Nach der Verlegung einer Eisenbahnlinie durch die Stadt Wolchow im späten 19. Jahrhundert ließ die wirtschaftliche Bedeutung der beiden Kanäle jedoch stark nach. 1897 zählte Nowaja Ladoga knapp 4000 Einwohner.
1941–1945, während des deutschen Angriffskrieges gegen die UdSSR, war Nowaja Ladoga ein wichtiger Flottenstützpunkt. Außerdem wurde von hier aus die Notversorgung des belagerten Leningrad über den zugefrorenen Ladogasee während der zweijährigen Blockade koordiniert.

### Bevölkerungsentwicklung
| Jahr | Einwohner |
| ---- | --------- |
| 1897 | 3.927     |
| 1939 | 5.271     |
| 1959 | 7.863     |
| 1970 | 8.805     |
| 1979 | 9.838     |
| 1989 | 11.310    |
| 2002 | 9.920     |
| 2010 | 8.838     |

Anmerkung: Volkszählungsdaten

## Wirtschaft
In der heutigen Stadt zählen die Schiffswerft (Nowoladoschski Sudoremontny Sawod), eine Kondensatorenfabrik sowie mehrere Textilfabriken zu den wichtigsten Industriebetrieben. Am Ladogasee ist zudem die Fischereiwirtschaft verbreitet.

## Sehenswürdigkeiten
Als alter Klosterort ist Nowaja Ladoga relativ reich an historischen Bauwerken: Zu nennen sind vor allem Reste des ehemaligen Klosters aus dem 15. Jahrhundert, außerdem die Kirche St. Clemens (1741), die Erlöserkirche (1758) sowie das Gebäude des ehemaligen Offiziersclubs, der 1764–1768 vom Heerführer Suworow geleitet wurde. Näheres zur Geschichte der Stadt und der Ladoga-Gegend ist auch im Heimat- und Geschichtsmuseum von Nowaja Ladoga zu erfahren.

## Persönlichkeiten
- Alexander Iljin-Schenewski (1894–1941), Schachspieler, starb in Nowaja Ladoga während der deutschen Luftangriffe
- Uldis Ģērmanis (1915–1997), Historiker und Autor, geboren in Nowaja Ladoga